# Nabucodonosor y Pío, S. L.
Nabucodonosor y Pío, S. L. fue una serie de historietas desarrollada por Arturo Rojas de la Cámara a partir de 1961 para la revista "Jaimito" de la Editorial Valenciana.

## Argumento y personajes
La serie relata las peripecias de dos vagabundos, Nabucodonosor, bigotudo y bajito, y Pío, espigado y calvo, en su búsqueda de algo que llevarse a la boca. En muchas ocasiones compiten entre ellos por sus magros recursos, acabando frecuentemente a golpes.

## Estilo
Como el resto de las series de su autor, Nabucodonosor y Pío, S. L. comparte características de la escuela Bruguera y la Valenciana.